# 柴崎亮介
柴崎 亮介（しばさき りょうすけ、英語：Shibasaki Ryosuke、1958年3月16日 - ）は、日本の工学者。東京大学空間情報科学研究センター教授、東京大学名誉教授、麗澤大学副学長、工学博士。東京大学柴崎研究室発のスタートアップ企業であるLocationMind株式会社CTO。

## 経歴
1982年、東京大学大学院工学系研究科土木工学専攻修士課程修了。1986年、「リニアアレイセンサによるステレオ画像を用いた数値地形モデルの自動作成に関する研究」で工学博士取得。建設省土木研究所勤務の後に、1988年東京大学工学部助教授、1991年東京大学生産技術研究所助教授を経て、1998年より東京大学空間情報科学研究センターに勤めており、その間2005年から2010年までセンター長を務めた他、2008年から2010年まではGIS学会の会長も務めた。

## 著書

### 共編
- シリーズGIS
  - 村山祐司、柴崎亮介 編『シリーズGIS』 1巻《GISの理論》、朝倉書店、2008年4月。ISBN 978-4-254-16831-0。
  - 柴崎亮介、村山祐司 編『シリーズGIS』 2巻《GISの技術》、朝倉書店、2009年4月。ISBN 978-4-254-16832-7。
  - 村山祐司、柴崎亮介 編『シリーズGIS』 3巻《生活・文化のためのGIS》、朝倉書店、2009年2月。ISBN 978-4-254-16833-4。
  - 村山祐司、柴崎亮介 編『シリーズGIS』 4巻《ビジネス・行政のためのGIS》、朝倉書店、2008年3月。ISBN 978-4-254-16834-1。
  - 柴崎亮介、村山祐司 編『シリーズGIS』 5巻《社会基盤・環境のためのGIS》、朝倉書店、2009年3月。ISBN 978-4-254-16835-8。
- 杉本末雄、柴崎亮介 編『GPSハンドブック』朝倉書店、2010年9月。ISBN 978-4-254-20137-6。
  - 杉本末雄、柴崎亮介 編『GPSハンドブック』（新装版）朝倉書店、2022年11月。ISBN 978-4-254-20174-1。
- 土井美和子、柴崎亮介、西尾修一 編『位置情報の活用と流通 : ロボットサービスによる活用の変革』オーム社〈ユビキタス技術〉、2010年11月。ISBN 978-4-274-20945-1。

### 監修
- gコンテンツ流通推進協議会 編『gコンテンツ革命 : 時空間情報ビジネス最新ガイドbook』柴崎亮介 監修、翔泳社、2007年7月。ISBN 978-4-7981-1316-6。
- 東京大学空間情報科学研究センター寄付研究部門「空間情報社会研究イニシアティブ」 編『地理空間情報活用推進基本法入門 : NSDI法と関連動向の解説』柴崎亮介 監修、日本加除出版、2008年7月。ISBN 978-4-8178-1353-4。

### 分担執筆
- 柴崎亮介 著「グローバルな土地の利用と開発計画の提言」、村井俊治、宮脇昭、柴崎亮介 編『リモートセンシングからみた地球環境の保全と開発』東京大学出版会、1995年11月。ISBN 4-13-060710-3。
- 柴崎亮介 著「人の移動を可視化する : 携帯電話を社会で活かす新しい方法」、東京大学教養学部 編『高校生のための東大授業ライブ』 5巻《学問への招待》、東京大学出版会、2015年7月。ISBN 978-4-13-003345-9。